# Artur Jędrzejczyk
Artur Jędrzejczyk (Dębica, 1987. november 4. –) lengyel válogatott labdarúgó, a Legia Warszawa hátvédje és csapatkapitánya.
A lengyel válogatott tagjaként részt vett a 2016-os Európa-bajnokságon.

## Statisztika

### A válogatottban
| Válogatott    | Év       | Pályára lépés | Gól |
| ------------- | -------- | ------------- | --- |
| Lengyelország | 2010     | 1             | 0   |
| Lengyelország | 2012     | 1             | 1   |
| Lengyelország | 2013     | 8             | 0   |
| Lengyelország | 2014     | 4             | 1   |
| Lengyelország | 2015     | 1             | 0   |
| Lengyelország | 2016     | 12            | 1   |
| Lengyelország | 2017     | 5             | 0   |
| Lengyelország | 2018     | 6             | 0   |
| Lengyelország | 2019     | 2             | 0   |
| Összesen      | Összesen | 40            | 3   |

#### Góljai a válogatottban
| # | Időpont            | Helyszín                                     | Ellenfél        | Gólok | Eredmény | Kiírás              |
| - | ------------------ | -------------------------------------------- | --------------- | ----- | -------- | ------------------- |
| 1 | 2012. december 14. | Mardan Sports Complex, Aksu, Törökország     | Észak-Macedónia | 3–0   | 4–1      | Barátságos mérkőzés |
| 2 | 2014. november 18. | Városi Stadion, Wrocław, Lengyelország       | Svájc           | 1–1   | 2–2      | Barátságos mérkőzés |
| 3 | 2016. június 1.    | Stadion Energa Gdańsk, Gdańsk, Lengyelország | Hollandia       | 1–1   | 1–2      | Barátságos mérkőzés |

## Sikerei, díjai
Legia Warszawa
- Ekstraklasa
  - Bajnok (7): 2012–13, 2015–16, 2015–16, 2016–17, 2017–18, 2019–20, 2020–21

- Lengyel Kupa
  - Győztes (7): 2010–11, 2011–12, 2012–13, 2014–15, 2015–16, 2017–18, 2022–23

- Lengyel Szuperkupa
  - Győztes (1): 2008